# Béatrice Helg
Béatrice Helg, née en 1956 à Genève, est une photographe conceptuelle et plasticienne suisse.

## Biographie
Après des études de violoncelle au conservatoire de musique de Genève, Béatrice Helg étudie la photographie au California College of Arts and Crafts d’Oakland, au Brooks Institute of Photography de Santa Barbara puis à New York à l'International Center of Photography (ICP).
En 1979  elle participe à l'organisation de la manifestation Venezia '79 - la Fotografia à Venise.
En 1981 et 1982, elle travaille dans le département des expositions du Centre international de la photographie de New York. De retour à Genève en 1982 elle y ouvre un atelier. Elle s'inspire principalement de l'opéra, de l'architecture et du théâtre. Son œuvre est présentée au Japon, aux États-Unis et en Europe, avec des expositions personnelles au Musée de la Photographie à Charleroi, au Musée Tinguely à Bâle et dans les rencontres de la photographie d'Arles. Le Crédit Suisse à Genève a une exposition permanente de 54 photographies, et on retrouve ses œuvres au Musée des beaux-arts du Canada, Maison Européenne de la Photographie et dans le Fonds municipal d'art contemporain de la Ville de Genève

## Œuvres
Béatrice Helg commence par photographier des lieux publics en 1979 en noir et blanc, intéressée par la possibilité d'utiliser la photographie pour dessiner avec la lumière en utilisant la double exposition. Elle débute un travail avec la photographie couleur après Venezia '79 - la Fotografia et commence un travail de création d'artefacts en intérieur, dans la mouvance de la photographie mise en scène des années 1980, avec la particularité d'un travail sur la lumière, sans aucune modification manuelle ou chimique avec une économie de moyens et le recours à l'abstraction.
La méthode de Béatrice Helg consiste à créer, en studio exclusivement, des espaces artificiels en métal, constitués d'un sol et d'un arrière-plan vertical. Au premier plan et au centre, sont placées des formes géométriques faites d'acier, de plexiglas, de papier, de verre, de pierre, de brique dont le support est soigneusement dissimulé pour donner la sensation d’apesanteur. Tous les matériaux utilisés ont été récupérés puis corrodés ou polis et recoupés. Les maquettes ainsi construites sont de petite dimension, « tout au plus de la taille d'une table ». Après les avoir photographiées, les photos sont développées en grand format, de 14 x 15 cm à 130 x 117 cm, donnant l’impression d’œuvres « monumentales ».

## Principales expositions monographiques
- 1986 : Visages de silence et géométrie, Lyon, Fondation nationale de la photographie
- 1987 : Géométrie, Amiens, maison de la culture
- 1991 : Découvertes 91 : Art Actuel – Photographie, Paris, Grand Palais et Galerie Sonia Zannettacci
- 1995 : Musée de la photographie à Charleroi[1].
- 2000 : À la lumière de l’ombre, Paris, Galerie Jacques Elbaz.
- 2000 : World Economic Forum, Davos[1].
- 2001, Museum of Photographic Arts (en), San Diego[1].
- 2003 : Matière d’œuvre(s), Toulouse, Le Château d'eau.
- 2004 : Éloge de l’éphémère, Paris, Galerie Thessa Herold.
- 2005 : Crépuscules et autres séries, Pondaurat, 6e Rencontres photographiques en Sud-Gironde.
- 2006 : Musée Tinguely, Bâle[1].
- 2006 : Béatrice Helg, Rencontres d'Arles[5].
- 2006 : Instituto Valenciano d’Arte Moderno, Valence (Espagne)[1]
- 2008 :  Galerie Krugier, Genève[1].
- 2010 : Galerie Thessa Herold, Paris[1].

## Publications
- Béatrice Helg, Béatrice Helg : à la lumière de l'ombre, Arles, Actes sud, 2006, 125 p. (ISBN 2-7427-6175-6)[6].
- Béatrice Helg, Béatrice Helg., 2019 (ISBN 88-7439-896-4 et 978-88-7439-896-6, OCLC 1099832542)[7].